# Zwarte burgers in Nazi-Duitsland
Zwarte burgers in Nazi-Duitsland waren nooit onderworpen aan massale uitroeiing zoals dat het geval was bij Joden, Roma en Sinti en Slaven. Wel werden ze beschouwd als een inferieur ras en vielen ze, samen met de Roma, onder het toepassingsgebied van de rassenwetten van Neurenberg door een aanvullend besluit.

## Duitse burgers

### Achtergrond
Voor de Eerste Wereldoorlog hadden de Duitsers, net zoals toentertijd in Europa in vele landen het geval was, het moeilijk met het idee van zwarte Duitsers. Interraciale huwelijken waren toentertijd wel toegelaten, maar vanaf 1890 weigerden sommige koloniale officieren de huwelijksakten te verlijden. Ze baseerden zich op eugenetische argumenten met betrekking tot de inferioriteit van kinderen van een gemengd ras. In 1912 werd dit het officieel beleid in vele Duitse kolonies. Vervolgens volgde een parlementair debat over de wettigheid van het verbod op het interraciaal huwelijk. Een belangrijk punt van zorg vond men dat kinderen die voortspruiten uit dergelijke huwelijken zouden beschikken over de Duitse nationaliteit en derhalve zouden kunnen reizen naar Duitsland met stemrecht, met het recht om in het leger te dienen en de mogelijkheid publieke ambten te bekleden, net zoals blanke Duitsers dat konden.
Na de Eerste Wereldoorlog bestonden de in Rijnland gestationeerde Franse troepen ook uit Afrikaanse koloniale soldaten. Sommigen onder hen hadden kinderen met Duitse vrouwen. Krantencampagnes tegen het gebruik van zo'n troepen haalden deze kinderen vaak aan als argument. De kinderen werden de "Rijnlandbastaarden" genoemd. Verhalen werden rondverteld over onbeschaafde Afrikaanse soldaten die Duitse vrouwen verkrachtten. Deze angst kwam later bekend te staan als de "Zwarte Horror op de Rijn". In Rijnland zelf hield men er een andere mening op na. De soldaten werden er beschreven als "beleefd en vaak populair", wellicht omdat Franse koloniale officieren zich vaak minder vijandig opstelden naar zwarte mensen toe dan oorlogsmoeë Franse bezetters. Ondanks de verhalen die de ronde deden over deze Rijnlandbastaarden, waren er slechts 400-600 kinderen geboren, wat een relatief laag aantal is in vergelijking met de totale zwarte bevolking in Duitsland, die toen 20.000-25.000 zwarte burgers bedroeg.
In Mein Kampf beschrijft Adolf Hitler deze kinderen als een besmetting van het blanke ras "door negerbloed van de Rijn in het hart van Europa". Volgens hem waren "Joden verantwoordelijk voor het brengen van negers naar het Rijnland, met het ultieme idee het blanke ras, dat zij zo haten, te verbasteren en zo het cultureel en politiek niveau te verlagen zodat de Joden zouden kunnen domineren". Hij impliceerde ook dat het ging om een Frans complot, aangezien de Franse bevolking in stijgende lijn werd "vernegerd".

### Rijnland sterilisatieprogramma
Onder de eugenetische wetten van het Derde Rijk, volstond het ras niet als criterium voor een verplichte sterilisatie. Iedereen kon sterilisatie aanvragen voor zichzelf of een minderjarige onder hun zorg. Kinderen van een gemengd ras die geboren waren ten tijde van de bezetting, bereikten stilletjes aan de meerderjarigheid. In 1937 werd met Hitlers toestemming een speciale Gestapocommissie in het leven geroepen die belast werd met de "discrete sterilisatie van de Rijnlandbastaarden". Het is nog steeds onduidelijk in hoeverre deze minderjarigen werden ingelicht over de procedures en in hoeverre de instemming van de ouders het gevolg was van de druk van de Gestapo. Ongeveer 500 kinderen werden gesteriliseerd, waaronder ook meisjes vanaf de leeftijd van 11.

### Het burgerleven

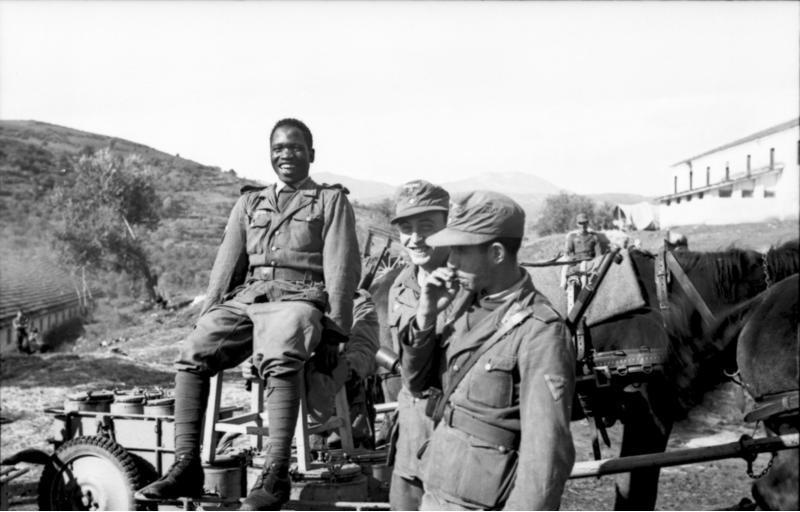
Soldaten van het Nazistische Vrije Arabische Legioen in Griekenland (september 1943).

Met uitzondering van het eerder besproken verplichte sterilisatieprogramma bestond er geen coherent Nazibeleid naar Afrikaanse Duitsers toe. In één geval vroegen lokale functionarissen om richtsnoeren met betrekking tot wat ze moesten doen met een Afrikaanse Duitser die geen werk kon vinden omdat hij een recidieve misdadiger was. De overheid antwoordde dat gezien de beperkte omvang van de zwarte bevolking, een officieel beleid niet nodig was en dat de functionarissen de zaak moesten regelen naar eigen believen. Door de toen gebruikte retoriek werden zwarte burgers wel gediscrimineerd in arbeidsrelaties, welzijn, op de huismarkt. Ook hogere studies aanvatten werd hen verboden. Zwarte burgers waren sociaal geïsoleerd en het werd door de rassenwetten verboden om seksuele betrekkingen te onderhouden of een huwelijk aan te gaan met een ariër. Zij stonden, samen met Joden en Roma aan de bodem van de raciale ladder.

### In het leger
Een aantal zwarte burgers zaten in de Wehrmacht en het SS-Totenkopfverbände, een deel van de SS. Het aantal was laag, maar in een aantal gevallen schreven zwarte burgers zich in in Nazi-organisaties zoals de Hitlerjugend en later ook in de Wehrmacht. Bovendien was er een hele stroom aan vrijwilligers tijdens de campagne in Afrika, wat ertoe leidde dat sommige zwarte burgers zich aansloten bij het Vrije Arabische Legioen.

## Niet-Duitse krijgsgevangenen

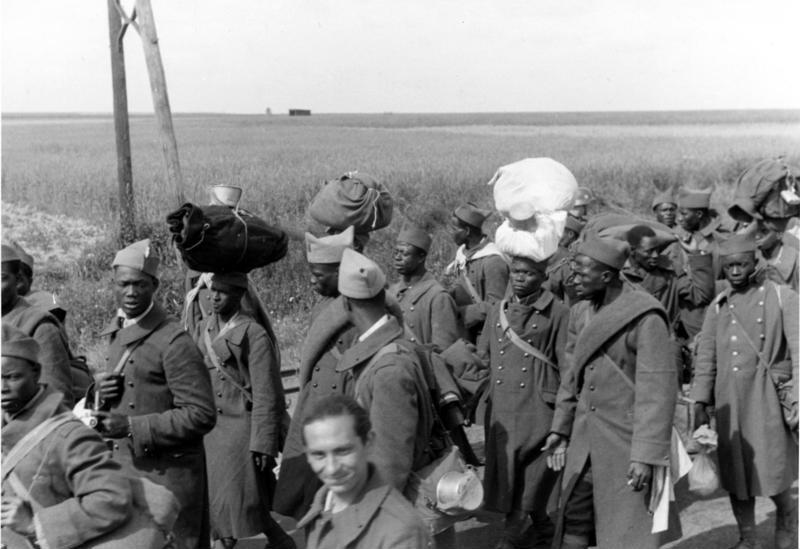
Zwarte krijgsgevangenen uit Frans-Afrika, gevangengenomen in 1940.

Hoewel er geen beleid bestond jegens zwarte krijgsgevangenen, scheidden sommige Duitse commandanten hen van Franse soldaten met het oog op een standrechtelijke executie. In vele gevallen ondergingen Afro-Amerikaanse krijgsgevangenen hetzelfde lot. Gezien het uitblijven van een officieel beleid verschilde de houding naar zwarte krijgsgevangenen sterk. De meesten onder hen werden eerder gevangengenomen dan geëxecuteerd. Echter, geweld jegens zwarte burgers werd niet vervolgd door de Nazi-overheid.
In krijgsgevangenenkampen werden zwarte burgers gescheiden van blanken. Meestal verbleven zij er ook in slechtere omstandigheden, die steeds slechter werden naarmate de oorlog vorderde. Ruwweg de helft van de Franse koloniale gevangenen overleefde het gevangenschap niet. Noord-Afrikanen werden soms behandeld als blanken, maar soms ook als zwarte burgers.